# Oleksandr Sytch
Pour les articles homonymes, voir Sytch et Sych.
Oleksandr Maksymovytch Sytch (en ukrainien Олекса́ндр Макси́мович Сич), né le 16 juillet 1964 à Dert, dans l'oblast de Rivne, est un homme politique ukrainien, membre du parti Svoboda (extrême droite). Le 27 février 2014, il devient vice-Premier ministre du gouvernement Iatseniouk jusqu'au 2 décembre 2014.

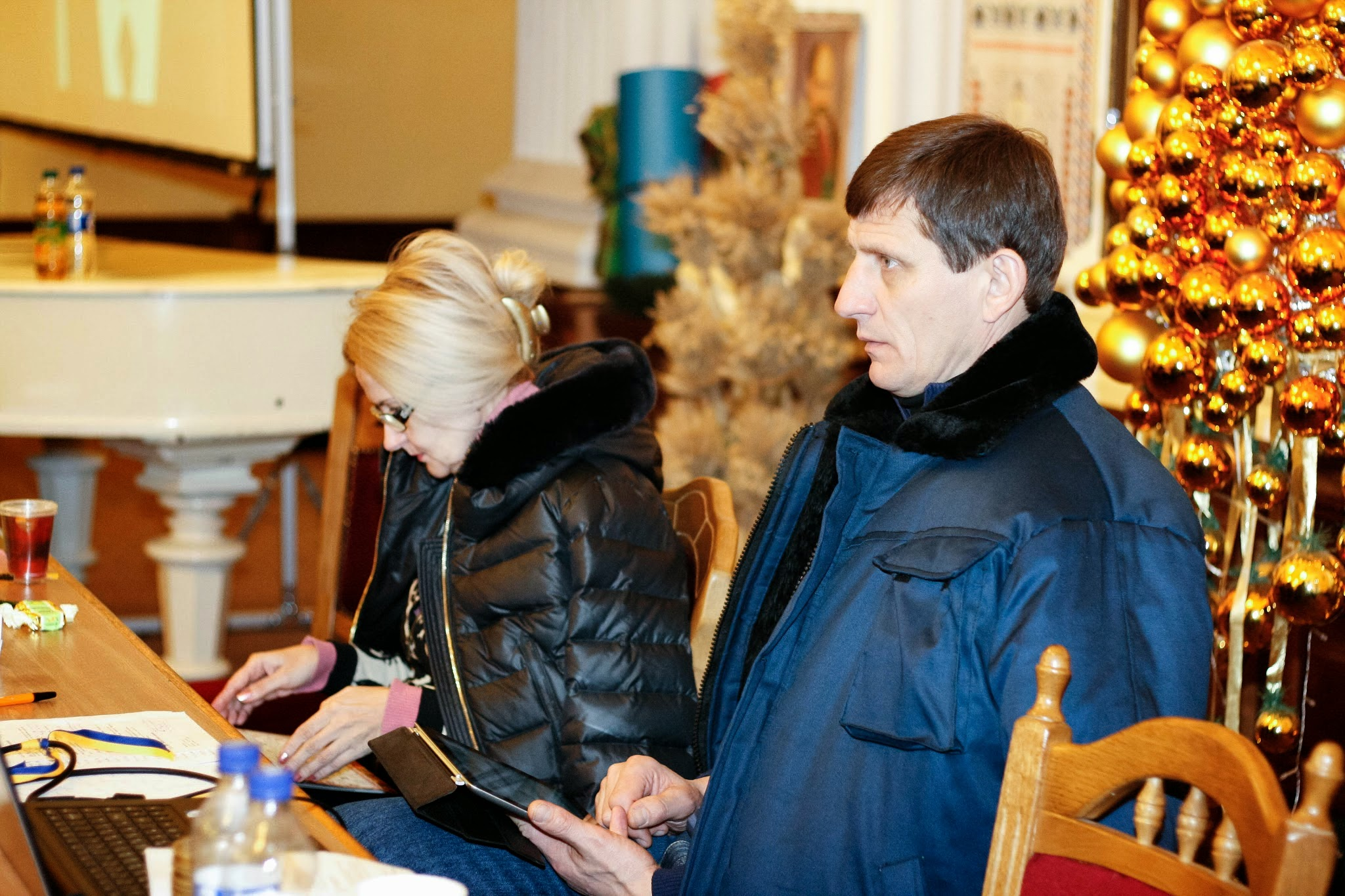
2014-02-10, avec Iryna Farion, soutien des élus du parti Svoboda aux combattants du Bataillon Sitch.